# 김승훈 (배우)
김승훈(1976년 1월 3일 ~ )은 대한민국의 배우이다.

## 학력
- 단국대학교 연극영화학과

## 출연작

### 영화
- 《네이키드 눈》 (1999년)
- 《여교수의 은밀한 매력》 (2006년) - 조연출 역
- 《양아치어조》 (2006년) - 경매 집행관 역
- 《바람 피기 좋은 날》 (2007년) - 단속 경찰 역
- 《내 생애 최악의 남자》 (2007년) - 출판사 김 과장 역
- 《바르게 살자》 (2007년) - 형사 2 역
- 《싸움》 (2007년) - 홈쇼핑 PD 역
- 《수》 (2007년) - 감식반 형사 역
- 《검은 집》 (2007년) - 검시관 역
- 《무림여대생》 (2008년) - 차력 혐오 남남 역
- 《멋진 하루》 (2008년) - 강 대리 역
- 《미인도》 (2008년) - 홍 화원 역
- 《작전》 (2009년) - 이재학 역
- 《7급 공무원》 (2009년) - 감찰반 요원 역
- 《요가학원》 (2009년)
- 《집 나온 남자들》 (2010년) - VNM 오 실장 역
- 《부당거래》 (2010년) - 유민철 역
- 《모비딕》 (2011년) - 택시기사 역
- 《평범한 날들》 (2011년) - 명규 역
- 《연가시》 (2012년) - 찌라시 역
- 《끝까지 간다》 (2014년) - 창민 택시기사 역
- 《광해, 왕이 된 남자》 (2012년) - 이방 역
- 《늑대소년》 (2012년) - 공무원 역
- 《미나문방구》 (2013년)
- 《공범》 (2013년) - 지구대 순경 역
- 《좋아해줘》 (2016년) - 수호네 김 대표 역
- 《봉이 김선달》 (2016년) - 별궁 내관 역
- 《덕혜옹주》 (2016년) - 박 의장 역
- 《터널》 (2016년) - 공청회 진행자 역
- 《프리즌》 (2017년) - 황 교사 역
- 《1987》 (2017년) - 황적준 역
- 《골든 슬럼버》 (2018년) - 야당보좌관 역
- 《상류사회》 (2018년) - 박 변호사 역
- 《천문: 하늘에 묻는다》 (2019년) - 최만리 역
- 《남산의 부장들》 (2020년) - 임 교수 역
- 《세상은 요지경》 (2021년) - 임 교수 역
- 《타로》 (20241년) - 호준 역

### 드라마
- 《별순검 시즌1》 (2007년, MBC드라마넷)
- 《정조암살미스터리: 8일》 (2007년, 채널CGV) - 대동집사 역
- 《기찰비록》 (2010년, tvN)
- 《세상 어디에도 없는 착한남자》 (2012년, KBS2) - 의사 역
- 《내 딸 서영이》 (2012년, KBS2) - 치프 역
- 《사랑했나봐》 (2012년, MBC)
- 《고교처세왕》 (2014년, tvN) - 김대철 역
- 《최고의 결혼》 (2014년, TV조선) - 김호남 역
- 《KBS 드라마 스페셜 - 운동화를 신은 신부》 (2014년, KBS2)
- 《모던파머》 (2014년, SBS)
- 《전설의 마녀》 (2014년~2015년, MBC) - 검사 역
- 《파랑새의 집》 (2015년, KBS2) - 차대리 역
- 《귀신 보는 형사 처용 2》 (2015년, OCN) - 백승찬 기자 역
- 《내일 그대와》 (2017년, tvN) - 왕종철 상무 역
- 《리멤버 - 아들의 전쟁》 (2015년, SBS)
- 《뱀파이어 탐정》 (2016년, OCN) - 문경호 역
- 《KBS 드라마 스페셜 - 아득히 먼 춤》 (2016년, KBS2) - 팀장 안드로이드 역
- 《피고인》 (2017년, SBS) - 박관태 보안과장 역
- 《스케치》 (2018년, JTBC) - 서보현 역
- 《검법남녀》 (2018년, MBC) - 염대철 역
- 《SKY 캐슬》 (2019년, JTBC)
- 《아이템》 (2019년, MBC)
- 《킹덤》 (2019년, Netflix) - 상주목사 군관 역
- 《의사 요한》 (2019년, SBS) - 교도관 역
- 《시크릿 부티크》 (2019년, SBS) - 김부사 역
- 《블랙독》 (2019년, tvN) - 차태호 역
- 《경이로운 소문》 (2020년, OCN) - 노항규 역
- 《갯마을 차차차》 (2021년, tvN)
- 《유괴의 날》 (2023년, ENA) - 박정훈 역